# Криголам "Капітан Бєлоусов" (монета)
Кригола́м "Капіта́н Бєлоу́сов" — ювілейна монета номіналом 5 гривень, випущена Національним банком України, присвячена криголаму, який з 1994 року перебуває у складі Маріупольського державного морського торгового флоту та носить ім'я досвідченого полярного капітана, Героя Радянського Союзу Михайла Прокоповича Бєлоусова (1904-1946).
Монету введено до обігу 16 листопада 2004 року. Вона належить до серії «Морська історія України».

## Опис та характеристики монети
| Номінал грн. | Метал      | Маса, грам | Діаметр, мм. | Якість виготовлення | Гурт     | Тираж, штук |
| ------------ | ---------- | ---------- | ------------ | ------------------- | -------- | ----------- |
| 5            | нейзильбер | 16,54      | 35           | звичайна            | рифлений | 30 000      |

### Аверс
На аверсі монети ліворуч зображено якір та штурвал, на тлі якого – малий Державний Герб України, посередині – горизонтальні символічні хвилі, під і над якими праворуч від якоря розміщено написи: УКРАЇНА/2004 (угорі), 5/ГРИВЕНЬ (унизу), а також логотип Монетного двору Національного банку України.

### Реверс

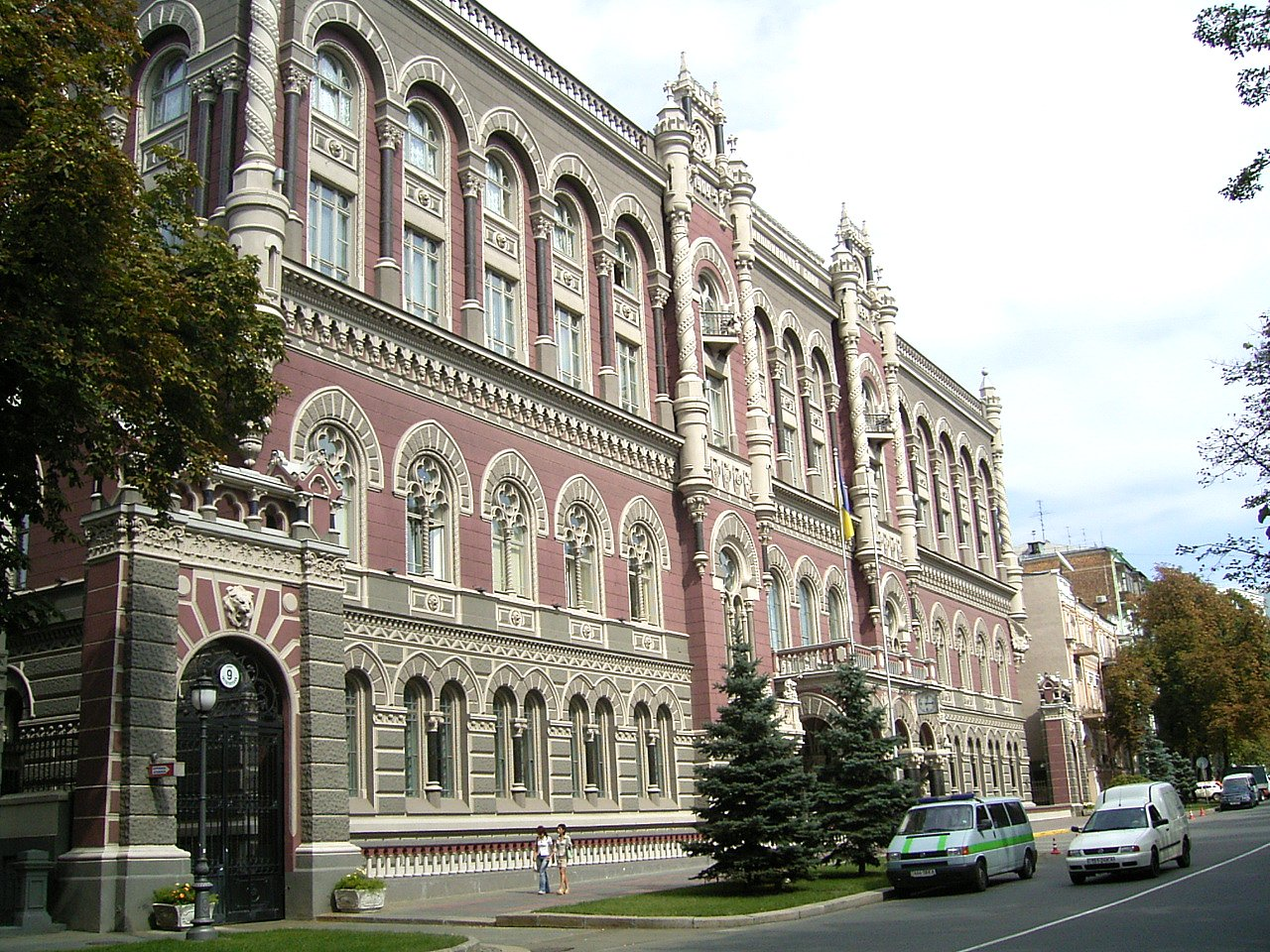
Будівля Національного банку України

На реверсі монети зображено криголам серед криг, на задньому плані – судно на чистій воді та розміщено написи: угорі півколом – "КАПІТАН БЄЛОУСОВ", унизу на дзеркальному тлі горизонтально – КРИГОЛАМ.

## Автори
- Художник — Володимир Дем'яненко.
- Скульптор — Володимир Дем'яненко.

## Вартість монети
Під час введення монети в обіг 2004 року, Національний банк України розповсюджував монету через свої філії за номінальною вартістю — 5 гривень.
Приблизна вартість монети між спекулянтами, з роками змінювалася так:
| Рік       | 2010 | 2011 | 2012 | 2013 | 2014 | 2015 | 2016 | 2017 | 2018 | 2019 | 2020 | 2021 | 2022 | 2023 | 2024 | 2025 |
| --------- | ---- | ---- | ---- | ---- | ---- | ---- | ---- | ---- | ---- | ---- | ---- | ---- | ---- | ---- | ---- | ---- |
| Ціна, грн | 45   | 50   | 50   | 60   | 80   | 120  | 160  | 170  | 185  | 190  | 200  | 210  | 240  | 440  | 570  | 670  |